# Pohlia microspora
Pohlia microspora là một loài Rêu trong họ Bryaceae. Loài này được (Kindb.) Broth. miêu tả khoa học đầu tiên năm 1903.